# Observatoire de Lund

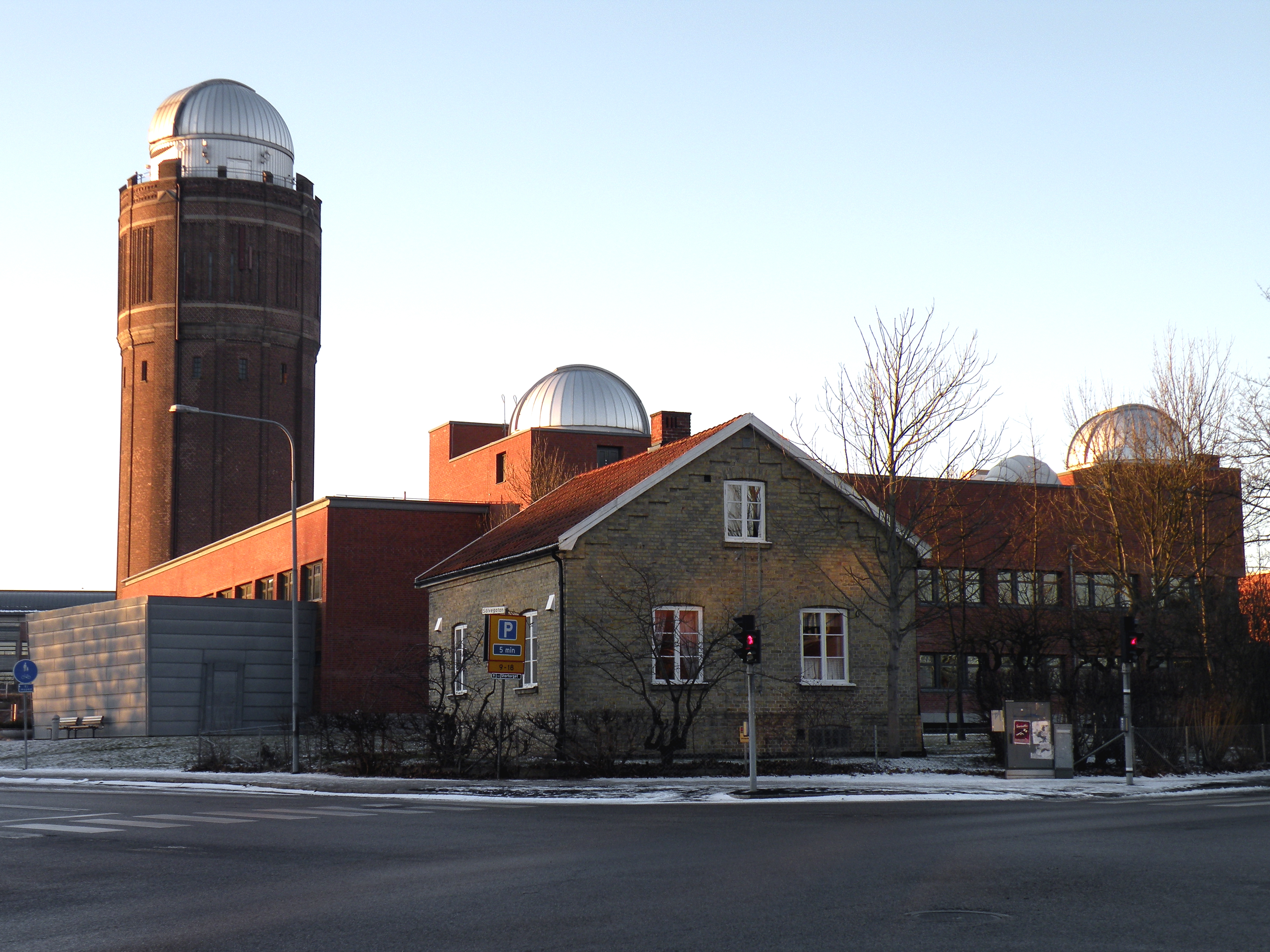
L'observatoire est situé au pied de l'ancien château d'eau de Lund, Gamla vattentornet. Le télescope CAT de 1,4 m est installé sur celui-ci, qui n'est plus dans son utilisation d'origine.

L'observatoire de Lund est un observatoire de la ville suédoise de Lund, qui est affilié à l'université de Lund.
Les bâtiments de l'observatoire sont situés sur un château d'eau désaffecté au nord de la ville. Depuis 2006, il a été utilisé comme base pour le plus grand télescope de Suède, un télescope à réflexion de l'Observatoire de La Silla. En raison de la position élevée sur le château d'eau, une meilleure visibilité est obtenue, car elle n'est pas affectée par les turbulences près du sol.

## Voir également
- Observatoire du Vieux Lund